# Bohumil Samuel Kečíř
Bohumil Samuel Kečíř (* 1904; † 1987 in einer Heilanstalt) war ein tschechischer Maler, dessen Existenz ungeklärt ist.
Von ihm sind zahlreiche Gemälde bekannt. Allein in den Jahren 2001 bis 2006 wurden ca. 90 Werke auf Auktionen versteigert. Die Preise lagen bei 3.000 bis 4.500 Euro.
Am 20. April 2007 berichteten tschechische Medien, dass die bisher bekannten biographischen Angaben frei erfunden seien. Ihre Recherchen hätten keinen zweifelsfreien Hinweis auf die Existenz Kečířs erbracht. Journalisten bezeichnen Kečíř inzwischen als Jára da Cimrman der tschechischen Malerei. Unzweifelhaft ist nur die Existenz der Bilder.
Geboren wurde er laut biographischen Angaben in Holouci, Holuci oder Holice. Die beiden erstgenannten Orte scheinen aber nicht zu existieren und in letzterem gibt es keine Geburtsurkunde auf seinen Namen. Die anderen Dokumente zu seiner Person sind ebenso zweifelhaft: ein angebliches Kinderfoto, das Foto einer Gedenktafel und die Fotokopie seiner Parte. Nach der Verfolgung durch die Nationalsozialisten wegen seiner jüdischen Mutter und des anschließenden Totschweigens seiner Kunst durch die Kommunisten soll er seine letzten Lebensjahrzehnte wegen Depressionen in einer (heute nicht mehr bestehenden) Psychiatrischen Klinik in Brünn verbracht haben, wo auch der Großteil seines Werkes entstanden sei.
All das führt zur Frage, wer diese Bilder im Fall der Nichtexistenz Kečířs tatsächlich gemalt hat. Hierüber gibt es lediglich Spekulationen.
Hubertus Butin bezeichnet ihn in seinem 2020 erschienenen Buch über Kunstfälschung als „eine Erfindung von Fälschern“, seine vorgeblichen Werke als „auffällig dilettantisch fabriziert“.
Seit 2005 existiert eine Biographie, deren Autor, der österreichische Kunsthändler und Kunstsachverständige Erich Tromayer, jedoch angibt, dass er Kečíř niemals persönlich kennengelernt hat. Seit ungefähr dieser Zeit gibt es ein Gutachten des Österreichischen Bundesdenkmalamtes, dass zumindest eines der Bilder damals 20–30 Jahre alt gewesen sein muss, da es einen nicht imitierbaren Alterungsprozess aufweist. Ausdrücklich ist nur das Alter des Bildes festgestellt worden, nicht seine Zuordnung zu einem bestimmten Künstler.
In einem Interview mit Profil (Nr. 31/2007) bestritt Tromayer die Plausibilität einer Fälschung von so vielen Werken zu einem (besonders in den frühen 1990er-Jahren) relativ geringen Ertrag. 1991, als die ersten Kečíř-Bilder auf dem Markt aufgetaucht seien, hätte man eines zum Gegenwert von vielleicht 100 Schilling (ca. 7 €) kaufen können. Die Nachweise der Nichtexistenz Kečířs hält Tromayer für eine Intrige tschechischer Kunsthändler, die das Geschäft „verschlafen“ hätten und sich nun übervorteilt fühlen würden – der Transport der Bilder außer Landes (etwa nach Österreich, wo sich mittlerweile ein bedeutender Anteil von Kečířs Werk befindet) sei nach der damaligen Gesetzeslage nämlich illegal gewesen. Den Tschechen sei dieses Werk „einfach abhanden gekommen.“